# Saint-Genest-de-Contest
Saint-Genest-de-Contest är en kommun i departementet Tarn i regionen Occitanien i södra Frankrike. Kommunen ligger i kantonen Lautrec som tillhör arrondissementet Castres. År 2022 hade Saint-Genest-de-Contest 281 invånare.

## Befolkningsutveckling
Antalet invånare i kommunen Saint-Genest-de-Contest
| Referens: INSEE |